# Humilladero
Humilladero – gmina w Hiszpanii, w prowincji Malaga, w Andaluzji, o powierzchni 34,66 km². W 2011 roku gmina liczyła 3383 mieszkańców.